# Midvale (Utah)
Midvale ist eine Stadt im Bundesstaat Utah in den Vereinigten Staaten von Amerika. Das U.S. Census Bureau hat bei der Volkszählung 2020 eine Einwohnerzahl von 36.028 ermittelt.
Die Stadt Midvale liegt im County Salt Lake County.
Midvale ist ein Vorort von Salt Lake City.

## Geographie
Nach Angaben des United States Census Bureau breitet sich Midvale über eine Fläche von 15,1 km² aus. Im Gemeindegebiet gibt es keine Wasserfläche.

## Geschichte
Die Gegend wurde, wie das gesamte Tal, von den nomadischen Ute benutzt. War die Umgebung im Westen von Midvale durch Bergwerke gekennzeichnet, so war Midvale und die Umgebung im Osten anfangs landwirtschaftlich geprägt.
Erste Siedler ließen sich 1851 in der heutigen Stadt nieder. In den 1870ern blühte die Stadt wegen ihrer Position in der Nähe des Bingham Canyons auf, sie war damals als Bingham Junction bekannt, in Bingham Canyon und im ebenfalls nahen Little Cottonwood Canyon wurde Silber gefunden. In Midvale entstanden Betriebe, die das Silber verarbeiteten.

## Politik
Die Stadt Midvale hat eine nicht parteigebundene Regierung. Zurzeit ist JoAnn B. Seghini Bürgermeisterin.

## Bevölkerungsstatistik
Nach der Volkszählung von 2000 leben in Midvale 27.029 Menschen in 10.089 Haushalten und 6638 Familien. Die Bevölkerungsdichte liegt bei 1787,0 Personen/km². Die Weiße Bevölkerung ist mit 82,44 % am stärksten vertreten, gefolgt von der asiatischen Bevölkerung mit 1,85 %.

## Persönlichkeiten
- Don L. Lind (1930–2022), Astronaut und Hochschullehrer für Physik